# Mistrzostwa NCAA Division I w Zapasach w 1959
Mistrzostwa NCAA Division I w zapasach rozgrywane były w Iowa City w marcu 1959 roku. Zawody odbyły się w Iowa Field House, na terenie Uniwersytetu Iowa.
- Outstanding Wrestler – Ron Gray

## Wyniki

### Drużynowo
| Kolejność | Szkoła                    | Zespół   |
| --------- | ------------------------- | -------- |
| 1.        | Oklahoma State University | Cowboys  |
| 2.        | Iowa State University     | Cyclones |
| 3.        | University of Oklahoma    | Sooners  |
| 4.        | University of Iowa        | Hawkeyes |

### All American

#### 115 lb
| Lp. | Zawodnik     | Szkoła          |
| --- | ------------ | --------------- |
| 1.  | Andy Fitch   | Yale            |
| 2.  | Dick Wilson  | Toledo          |
| 3.  | Bob Taylor   | Oklahoma State  |
| 4.  | Jack Thamert | Minnesota State |

#### 123 lb
| Lp. | Zawodnik      | Szkoła     |
| --- | ------------- | ---------- |
| 1.  | Dave Auble    | Cornell    |
| 2.  | Larry Lauchle | Pittsburgh |
| 3.  | Vince Garcia  | Iowa       |
| 4.  | Herb Karcher  | Wyoming    |

#### 130 lb
| Lp. | Zawodnik        | Szkoła        |
| --- | --------------- | ------------- |
| 1.  | Stan Abel       | Oklahoma      |
| 2.  | Les Anderson    | Iowa State    |
| 3.  | Brandon Glover  | Virginia Tech |
| 4.  | Clarence McNair | Kent State    |

#### 137 lb
| Lp. | Zawodnik       | Szkoła          |
| --- | -------------- | --------------- |
| 1.  | Larry Hayes    | Iowa State      |
| 2.  | Shelby Wilson  | Oklahoma State  |
| 3.  | Paul Aubrey    | Oklahoma        |
| 4.  | Charles Coffee | Minnesota State |

#### 147 lb
| Lp. | Zawodnik    | Szkoła         |
| --- | ----------- | -------------- |
| 1.  | Ron Gray    | Iowa State     |
| 2.  | Jerry Frude | Wyoming        |
| 3.  | Bob Wilson  | Oklahoma State |
| 4.  | Bob Bubb    | Pittsburgh     |

#### 157 lb
| Lp. | Zawodnik      | Szkoła         |
| --- | ------------- | -------------- |
| 1.  | Dick Beattie  | Oklahoma State |
| 2.  | Sid Terry     | Oklahoma       |
| 3.  | Ellie Watkins | Iowa State     |
| 4.  | Art Kraft     | Northwestern   |

#### 167 lb
| Lp. | Zawodnik       | Szkoła         |
| --- | -------------- | -------------- |
| 1.  | Ed Hamer       | Lehigh         |
| 2.  | Tom Alberts    | Pittsburgh     |
| 3.  | Duane Murty    | Oklahoma State |
| 4.  | Dick Ballinger | Wyoming        |

#### 177 lb
| Lp. | Zawodnik    | Szkoła          |
| --- | ----------- | --------------- |
| 1.  | Jim Craig   | Iowa            |
| 2.  | Al Blanshan | Minnesota State |
| 3.  | Bill Wright | Minnesota       |
| 4.  | Ed Rath     | Colorado State  |

#### 191 lb
| Lp. | Zawodnik     | Szkoła         |
| --- | ------------ | -------------- |
| 1.  | Art Baker    | Syracuse       |
| 2.  | Tim Woodin   | Michigan State |
| 3.  | Gordon Trapp | Iowa           |
| 4.  | Adnan Kaisy  | Oklahoma State |

#### Open
| Lp. | Zawodnik     | Szkoła            |
| --- | ------------ | ----------------- |
| 1.  | Ted Ellis    | Oklahoma State    |
| 2.  | Bob Marella  | Ithaca            |
| 3.  | Walter Goltl | Northern Colorado |
| 4.  | Don Darter   | Kansas State      |